# Sid Ahmed Belhaj
Sid Ahmed Belhaj, né le 28 août 1992, est un joueur franco-marocain international français de futsal.
Belhaj débute par le football à l'Olympique lyonnais mais ne parvient pas à percer. Après avoir évolué au FC Issy-les-Moulineaux, il s'oriente vers le futsal au Paris Métropole Futsal. Il s'y révèle et est double finaliste coupe-championnat en 2012. Il rejoint alors le Kremlin-Bicêtre United avec qui il va connaître ses premiers sacres et la Coupe d'Europe. Vainqueur de la Coupe de France en 2014, il remporte le championnat l'année suivante avant de réaliser le doublé coupe-championnat en 2016. Après une saison 2016-2017 vierge de titre, il rejoint l'ACCES FC en D2 et obtient la promotion en D1 dès la première saison.
Sur le plan international, passé par les sélections des moins de 21 ans et universitaire, Belhaj devient international A français de futsal en 2013. Il fait partie de la première sélection française à participer à une compétition internationale lors du Championnat d'Europe 2018.

## Biographie

### Formation et débuts au futsal
Sid Belhaj naît en France et possède la double nationalité franco-marocaine puisque ses parents sont originaires du Maroc, d’un village à côté d’Oujda dans l’extrême nord du pays, à la frontière algérienne.
Formé avec Jordan Ferri et Rachid Ghezzal, Sid Belhaj est proche de signer professionnel avec l’Olympique lyonnais, mais stoppe sa progression à cause d’un problème médical.
Sid Belhaj joue ensuite en CFA2 avec le FC Issy-les-Moulineaux avant de passer au futsal.
En 2011, Belhaj évolue au Paris Métropole Futsal, avec qui il devient international espoir de la discipline. Lors de la saison 2011-2012, il se révèle au PMF sous les ordres de Marcelo Serpa. L'équipe arrive en tête de sa poule de championnat, devançant d'un point le FC Erdre-Atlantique. En finale, au Palacium de Villeneuve-d'Ascq, le PMF échoue face au Sporting Paris (5-4). En Coupe nationale, la même affiche penche encore pour le SC Paris (6-4).

### Futsal universitaire et titres avec le KB (2012-2017)
À l'été 2012, Belhaj est le seul joueur de l'Université Paris-Nanterre de l'équipe de France universitaire prenant part au championnat du monde de futsal à Braga (Portugal) du 18 au 25 août. Chez les Bleus, il évolue entre autres avec Yassine Mohammed et Azdine Aigoun.
Pour la saison 2012-2013, Sid Belhaj rejoint le club voisin du Kremlin-Bicêtre United. Le joueur devient international français et combine ses études en BTS, son alternance à Décathlon et les entraînements. Le KBU est exclu du championnat de France en fin de compétition à cause de l’attitude de ses spectateurs.
En 2013, Belhaj dispute le championnat d’Europe universitaire à Malaga (Espagne). Il évolue avec neuf coéquipiers du Kremlin-Bicêtre United. L’université Paris-1 termine première de son groupe et Belhaj marque lors des deux matchs contre les universités de Marmara (Turquie) et celle d'Azerbaïdjan. L'équipe se qualifie en quart de finale contre l'Université d'York.
Sur l'exercice 2013-2014, le Kremlin et Belhaj remportent leur première Coupe de France.

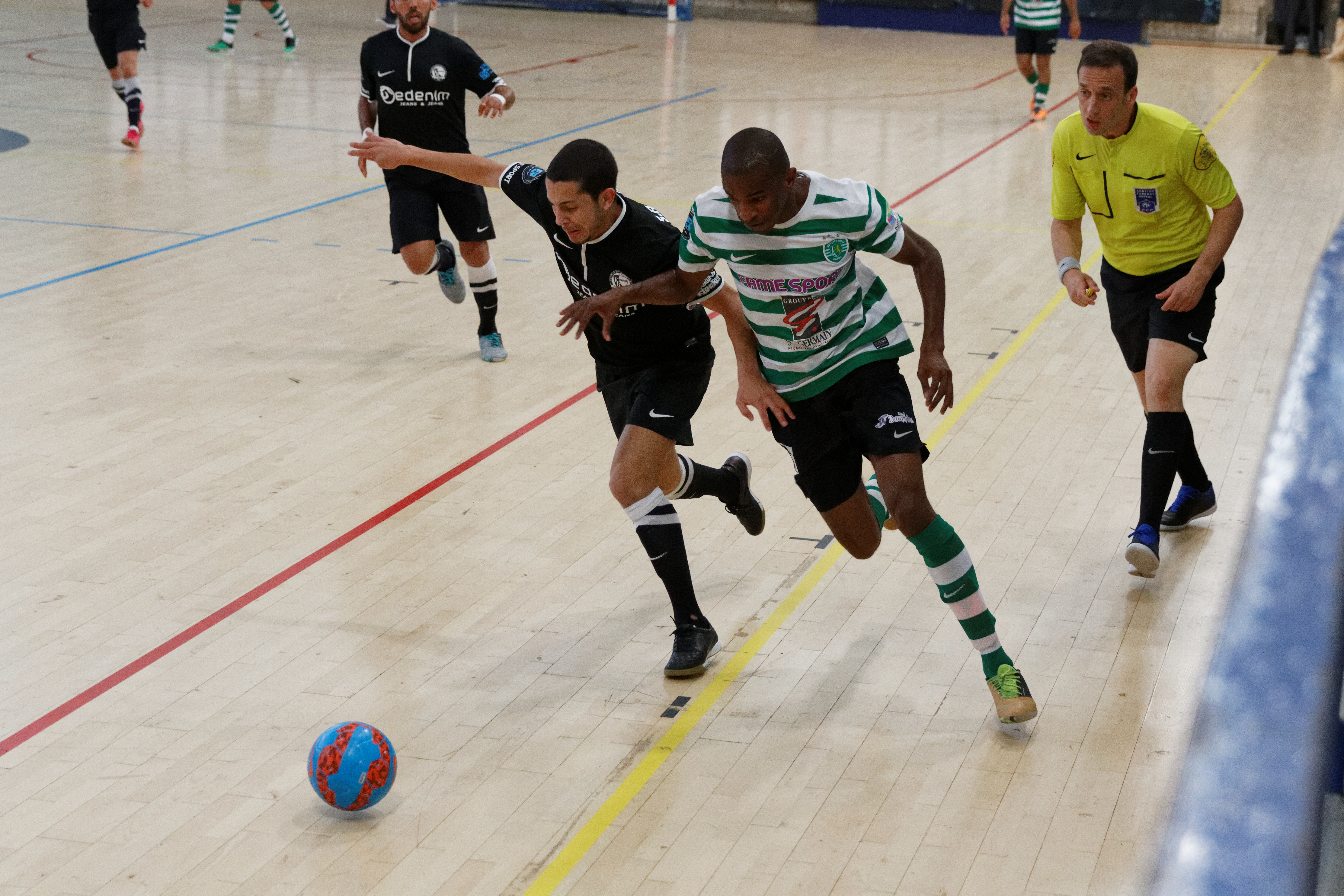
Belhaj (à g.) en demi-finale de D1 2015.

En 2014-2015, Belhaj remporte le premier titre de champion de France de son histoire. Quatrième de la phase régulière, ils éliminent le premier, Sporting Paris, en demi-finale (7-4) puis viennent difficilement à bout de Toulon en finale (5-5 tab 5-4). Le KB United représente donc la France la saison suivante en Coupe de l’UEFA (en).
Belhaj joue son premier match de Coupe d'Europe (en) en club le 25 août 2015, à l'occasion du tour préliminaire et la réception des Lituaniens du FK Inkaras Kaunas (victoire 7-1). Lors de la saison 2015-2016, l'équipe termine en tête de son groupe préliminaire en Coupe de l'UEFA, puis second et qualifié dans le tour principal, avant de finir dernier de sa poule dans la phase élite. En championnat, le KB United termine en tête de la phase régulière avec une seule défaite en 22 matchs. En phase finale, le KBU écarte Toulon en demi-finale (8-1) puis bat le Garges Djibson ASC dans la finale rejouée. Le KBU domine aussi Garges en finale de la coupe nationale. Le Kremlin-Bicêtre United et Belhaj remportent ainsi leur premier doublé coupe-championnat et se qualifie pour la coupe de futsal de l'UEFA 2016-2017.
En 2016, inscrit à l'Université Panthéon-Sorbonne, Belhaj participe au championnat du monde universitaire de futsal avec la France, à Goiânia au Brésil. Notamment aux côtés de Souheil Mouhoudine, les Bleus se qualifient pour la première fois de leur histoire pour les phases finale du Mondial universitaire et terminent quatrième. Sid Ahmed inscrit trois buts en six rencontres.
Sur l'exercice 2016-2017, le KB est éliminé dès le tour principal de Coupe d'Europe, terminant quatrième de son groupe. En championnat de France, il termine la phase régulière à la seconde place derrière Garges Djibson. Les deux clubs se retrouvent en finale de phase finale pour une revanche de l'année précédente et Garges s'impose 5-4.

### Projet ambitieux avec ACCES (2017-2021)
À l'été 2017, Belhaj rejoint le club montant de l'ACCES futsal. L'équipe termine vice-championne de deuxième division 2017-2018 et accède à l'élite français.
Dès cette première saison en Division 1, l'équipe termine deuxième de la phase régulière, à un point du Toulon Élite Futsal et perd en finale de la phase finale contre cette même équipe.
En 2019-2020, alors toujours invaincu, la saison est stoppée puis annulée à cause de la pandémie de COVID-19 et aucun titre de champion n'est décerné. Pour autant, ACCS est désigné représentant français en Ligue des champions de l'UEFA pour la saison suivante.
Le club francilien perd en huitième de finale de la C1 2020-2021 chez le FC Barcelone, futur finaliste de la compétition. En Division 1, ACCS remporte son premier titre de champion de France. Durant l'été, le club est rétrogradé en Division 2 pour raison financière. Belhaj quitte le club.

### Rebond au Sporting (depuis 2021)
À l'été 2021, Sid Belhaj rejoint le Sporting Club de Paris. L'équipe remporte le titre de champion de France 2021-2022. Sid Ahmed travaille en parallèle de son activité de joueur pour gagner sa vie.

### En sélection nationale
Sid passe par l'équipe de France de futsal des moins de 21 ans, notamment aux côtés de Landry N'Gala et Reda Rabeï ou encore Abdellah Zoubir.
Le 12 octobre 2012, Sid Behaj connaît sa première sélection en équipe de France A de futsal face à la Biélorussie, grâce à son bon début de saison avec le Kremlin-Bicêtre.
Le 23 janvier 2013, Belhaj dispute son premier match UEFA avec l'équipe de France, à l'occasion du tour préliminaire du Championnat d'Europe 2014 contre Saint-Marin (victoire 12-0). Pour ce qui est probablement sa première sélection en A, Blehaj inscrit un doublé. Le joueur alterne durant quelques mois entre l'équipe de France U21 et les A avant de s'installer définitivement chez les grands en fin d'année 2013.
En 2017, Sid Belhaj participe à toutes les rencontres qualificative pour l'Euro 2018. Il est titulaire lors des trois premières et marque depuis son camp à la dernière seconde contre la Lituanie alors en power-play (3-1). Kévin Ramirez lui est ensuite préféré. Lors de son premier match débuté sur le banc, dans la dernière rencontre décisive du tour principal contre la Slovaquie, il marque un doublé (4-1). Belhaj fait logiquement partie de l'équipe de France pour l'Euro 2018 et débute les deux rencontres sur le banc.
Le 28 janvier 2022, Sid Belhaj connaît sa centième sélection en équipe de France de futsal en ouverture de la Umag Nations Futsal Cup contre l'Ouzbékistan (4-2),. À la suite du forfait de Kevin Ramirez, il est même capitaine des Bleus pour la première fois,.
Fin 2023, les Bleus et Belhaj se qualifient pour la première Coupe du monde de leur histoire. Amateur combinant étude, apprentissage et futsal à ses débuts en 2012, Sid est alors quasiment le seul joueur à continuer de travailler en parallèle.

## Style de jeu
Début 2020, Djamel Haroun, gardien n°1 de l'équipe de France, dit de lui que c'est un joueur intelligent faisant beaucoup d'efforts et qui colmate les brèches, « c'est quelqu'un qui travaille beaucoup dans l'ombre. Il fait le travail pour deux ».

## Statistiques
| Saison                | Club                  | Championnat           | Championnat | Championnat | Championnat | Coupe(s) nationale(s) | Coupe(s) nationale(s) | Coupe(s) nationale(s) | Compétition(s) continentale(s) | Compétition(s) continentale(s) | Compétition(s) continentale(s) | Compétition(s) continentale(s) | France | France | France | Total | Total | Total |
| Saison                | Club                  | Division              | M.          | B.          | P.d.        | M.                    | B.                    | P.d.                  | Comp.                          | M.                             | B.                             | P.d.                           | M.     | B.     | P.d.   | M.    | B.    | P.d.  |
| 2011-2012             | Paris Métropole       | CF                    | -           | -           | -           | -                     | -                     | -                     | -                              | -                              | -                              | -                              | -      | -      | -      | 0     | 0     | 0     |
| Sous-total            | Sous-total            | Sous-total            | -           | -           | -           | -                     | -                     | -                     | -                              | -                              | -                              | -                              | -      | -      | -      | 0     | 0     | 0     |
| 2012-2013             | Kremlin-Bicêtre Utd   | CF                    | -           | -           | -           | -                     | -                     | -                     | -                              | -                              | -                              | -                              | -      | -      | -      | 0     | 0     | 0     |
| 2013-2014             | Kremlin-Bicêtre Utd   | D1                    | -           | -           | -           | -                     | -                     | -                     | -                              | -                              | -                              | -                              | -      | 6      | -      | 0     | 6     | 0     |
| 2014-2015             | Kremlin-Bicêtre Utd   | D1                    | -           | -           | -           | -                     | -                     | -                     | -                              | -                              | -                              | -                              | -      | 8      | -      | 0     | 8     | 0     |
| 2015-2016             | Kremlin-Bicêtre Utd   | D1                    | -           | -           | -           | -                     | -                     | -                     | C1                             | -                              | -                              | -                              | -      | 2      | -      | 0     | 2     | 0     |
| 2016-2017             | Kremlin-Bicêtre Utd   | D1                    | -           | -           | -           | -                     | -                     | -                     | C1                             | -                              | -                              | -                              | -      | 3      | -      | 0     | 3     | 0     |
| Sous-total            | Sous-total            | Sous-total            | -           | -           | -           | -                     | -                     | -                     | -                              | -                              | -                              | -                              | -      | 19     | -      | 0     | 19    | 0     |
| 2017-2018             | ACCES FC              | D2                    | -           | -           | -           | -                     | -                     | -                     | -                              | -                              | -                              | -                              | -      | 1      | -      | 0     | 1     | 0     |
| 2018-2019             | ACCES FC              | D1                    | 22          | 14          | -           | 1                     | -                     | -                     | -                              | -                              | -                              | -                              | -      | 1      | -      | 23    | 15    | 0     |
| 2019-2020             | ACCS FC Paris VA 92   | D1                    | 9           | 4           | -           | -                     | -                     | -                     | -                              | -                              | -                              | -                              | -      | 2      | -      | 9     | 6     | 0     |
| 2020-2021             | ACCS AV 92            | D1                    | 21          | 13          | -           | -                     | -                     | -                     | C1                             | 3                              | 1                              | -                              | -      | 2      | -      | 24    | 16    | 0     |
| Sous-total            | Sous-total            | Sous-total            | 52          | 31          | -           | 1                     | -                     | -                     | -                              | 3                              | 1                              | -                              | -      | 6      | -      | 56    | 38    | 0     |
| 2021-2022             | Sporting Paris        | D1                    | -           | -           | -           | -                     | -                     | -                     | -                              | -                              | -                              | -                              | -      | 3      | -      | 0     | 3     | 0     |
| 2022-2023             | Sporting Paris        | D1                    | -           | 12          | 13          | -                     | -                     | -                     | C1                             | 3                              | -                              | 1                              | -      | -      | -      | 3     | 12    | 14    |
| Sous-total            | Sous-total            | Sous-total            | -           | 12          | 13          | -                     | -                     | -                     | -                              | 3                              | -                              | 1                              | -      | 3      | -      | 3     | 15    | 14    |
| Total sur la carrière | Total sur la carrière | Total sur la carrière | 52          | 31          | 13          | 1                     | 0                     | 0                     | -                              | 6                              | 1                              | 1                              | 106    | 26     | 0      | 165   | 58    | 14    |

## Palmarès
- Division 1 (4)
  - Champion : 2015, 2016 (KBU), 2021 (ACCS) et 2022 (SCP)
  - Vice-champion : 2012 (PMF) et 2017 (KBU)

- Coupe de France (2)
  - Vainqueur : 2014 et 2016 (KBU)
  - Finaliste : 2012 (PMF) et 2013 (KBU)

- Division 2
  - Vice-champion : 2018 (Acces)